# Лејк Тапс (Вашингтон)
Лејк Тапс (енгл. Lake Tapps) насељено је место без административног статуса у америчкој савезној држави Вашингтон.

## Демографија
По попису из 2010. године број становника је 11.859.
| Група             | 2000.    | 2010.          |
| Белци             | 0 (0,0%) | 10.574 (89,2%) |
| Афроамериканци    | 0 (0,0%) | 80 (0,7%)      |
| Азијати           | 0 (0,0%) | 251 (2,1%)     |
| Хиспаноамериканци | 0 (0,0%) | 534 (4,5%)     |
| Укупно            | 0        | 11.859         |